# Pancolar 1,8/50

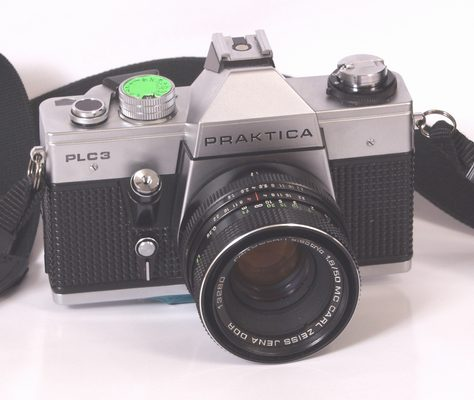
Aparat Praktica z obiektywem Pancolar 50/1,8

Pancolar 1,8/50 – obiektyw standardowy produkowany niegdyś przez zakłady Carl Zeiss Jena w Jenie i sprzedawany z różnymi aparatami fotograficznymi. Najczęściej był to aparat fotograficzny Praktica z mocowaniem obiektywu M42 oraz Exa/Exakta (wówczas był to Pancolar 2/50 z mocowaniem bagnet Exakty). Winietuje nieznacznie tylko przy pełnym otworze (f/1,8). Jego wadą jest słaba charakterystyka w zdjęciach robionych pod światło, widoczna „flara” oraz spadek kontrastu. Wynika to z konstrukcji optycznej obiektywu oraz niedoskonałości powłok antyrefleksyjnych MC. Istnieje wersja z powłokami MC (jest to napisane z przodu obiektywu) i bez tzw. zebry (charakterystycznego czarno-srebrnego pierścienia ostrzenia)
Obecnie stosowany do aparatów cyfrowych (poprzez odpowiednie przejściówki).